# Marie Westrin
Eva Marie Elisabet Westrin, född 9 juni 1958, är chef med ansvar för all radioutveckling på Ericsson. Westrin blev rankad på plats sex av Ny Teknik i en lista över Sveriges mäktigaste IT-kvinnor 2010. Samma år blev hon listad på plats tre i en lista över Sveriges mäktigaste IT-kvinnor av Computer Sweden. 2012-2014 är hon suppleant i fakultetsstyrelsen för tekniska fakulteten på Linköpings universitet.